# استک جبری
در ریاضیات، استک جبری (Algebraic Stack)، تعمیم وسیعی برای فضاهای جبری یا اسکیم‌ها است که در مطالعه نظریه ماژولی نقش بنیادینی دارد. بسیاری از فضاهای ماژولی با استفاده از تکنیک‌های مختص استک‌های جبری چون قضیه نمایش‌پذیری آرتین ساخته شده‌اند. از این تکنیک‌ها جهت ساخت فضای ماژولی خم‌های جبری نقطه‌دار {\displaystyle {\mathcal {M}}_{g,n}} و استک ماژولی برای نمایش‌پذیری بیضوی استفاده شده‌است. این تکنیک‌ها را در اصل گروتندیک معرفی نمود تا بدین طریق خودریختی‌های روی فضاهای ماژولی را ردگیری کند. این تکنیک امکان می‌دهد که با این فضاهای ماژولی به گونه‌ای برخورد شود که گویی اسکیم‌ها یا فضاهای جبری زیرینشان هموار اند. در نهایت مفهوم استک‌های جبری طی تعمیمات متعدد توسط مایکل آرتین کشف شدند.

## ارجاعات
1. ↑  A'Campo, Norbert; Ji, Lizhen; Papadopoulos, Athanase (2016-03-07). "On Grothendieck's construction of Teichmüller space". arXiv:1603.02229 [math.GT].
2. ↑  Artin, M. (1974). "Versal deformations and algebraic stacks". Inventiones Mathematicae. 27 (3): 165–189. Bibcode:1974InMat..27..165A. doi:10.1007/bf01390174. ISSN 0020-9910. S2CID 122887093.